# Colonne de la charia
La colonne de la charia (en russe : Шариатская колонна, Shariatskaya kolonna) est une formation armée pro-soviétique ("rouge") active dans le Caucase du Nord pendant la guerre civile russe. Elle s'est constituée à l'été 1918 (pendant l'offensive blanche sur le Kouban) par un regroupement de plusieurs milices musulmanes kabardes. 

## Idéologie

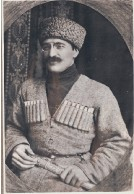
Le professeur, fondateur et idéologue principal de la colonne de la charia.

Son idéologie, reflétée par son slogan « Vive le pouvoir soviétique et la charia ! », associe la volonté d'autonomie populaire et l'islam. Le positionnement prosoviétique de la colonne est en partie dû aux promesses de liberté de religion formulées par les bolcheviks durant la guerre civile. Le fondateur de la colonne, le professeur d'arabe Nazir Katkhanov (ru) (qui sera exécuté en 1928 au titre de l'article 58 du code pénal de la RSFSR), pensait que la liberté de culte était une suite logique du socialisme et que celle-ci permettrait d'enseigner la loi islamique (charia) aux enfants et d'instaurer des tribunaux soviétiques susceptibles de la faire appliquer. Il est notamment connu pour avoir déclaré : « Les principes du PCUS(b) et de la charia sont identiques ». 

## Organisation

### Effectifs
La colonne de la charia est divisée en quatre régiments, comptant chacun entre 800 et 1 200 hommes, pour majorité Kabardes même s'il y'a aussi des Balkars, des Ossètes (dont le chef de régiment Soslanbek Tavasiev (ru)) et des Tcherkesses. 

### Commandement
À partir d'octobre 1918, le commandement militaire de la colonne de la charia est assuré par le Cosaque ukrainien Grigori Mironenko (ru), dont Grigory Ordjonikidze chantera les louanges auprès de Lénine en saluant sa direction habile des troupes et sa bravoure personnelle.

## Opérations
La colonne de la charia joue un rôle décisif dans la répression de la soulèvement du Terek (ru) de Gueorgui Bitcherakhov.
Fin septembre 1918, le détachement de 1 400 cavaliers de Katkhanov (ru) prend Naltchik aux armées blanches et y établit un Comité militaire révolutionnaire de la charia avec à sa tête Matgeri Temirzhanov.
Le 2 novembre, le premier régiment de la colonne de la charia quitte Piatigorsk (alors capitale de la République soviétique nord-caucasienne) et devient la première unité militaire à briser les lignes rebelles, en défaisant les Cosaques du colonel Guérassime Vdovenko. Le 9 novembre, la colonne s'empare de Prokhladnaïa et pousse les insurgés du Terek à se replier au niveau du village de Tchernoïarskaïa (ru) (le major général Elmourza Mistoulov (ru) qui avait ordonné la retraite sanglante se suicide à l'occasion, couvert de honte).
Début 1919, après la retraite des bolcheviks à Astrakhan, consécutive à l'avance de l'armée des volontaires du général Dénikine, les derniers éléments de la colonne de la charia se joignent à l'armée de l'émirat du Caucase du Nord (en).